# Straight from the Heart
Albums de Patrice Rushen
Posh
(1980) Now
(1984)
Straight from the Heart est le septième album de l'artiste américaine Patrice Rushen, son quatrième sous le label Elektra Records. Il atteint la quatorzième place du Billboard 200, classement hebdomadaire des albums, devenant son plus grand succès.

## Listes des titres
| 1. | Forget Me Nots             | Patrice Rushen, Teri McFadden, Freddie Washington     |  |
| 2. | I Was Tired of Being Alone | Angela Ehgiator, Rushen, Washington, Charles Mims Jr. |  |
| 3. | All We Need                | Roy Galloway, Rushen                                  |  |
| 4. | Number One (instrumental)  | Patrice Rushen                                        |  |

| 1. | Where There Is Love              | Lynn Davis, Rushen, Washington               |  |
| 2. | Breakout!                        | Patrice Rushen, Brenda Russell               |  |
| 3. | If Only                          | Charles Mims, Patrice Rushen, Syreeta Wright |  |
| 4. | Remind Me                        | Karen Evans, Patrice Rushen                  |  |
| 5. | (She Will) Take You Down to Love | Fay Hauser, Patrice Rushen                   |  |